# Margina, Timiș
Margina (germană Marschina, maghiară Marzsina) este satul de reședință al comunei cu același nume din județul Timiș, Banat, România.

## Istorie
Localitatea este atestată documentar din anul 1365, dar este amintită încă înainte de 1300 ca reședință a unui district valah aparținând când de Comitatul Hunedoara, când de Comitatul Timiș.

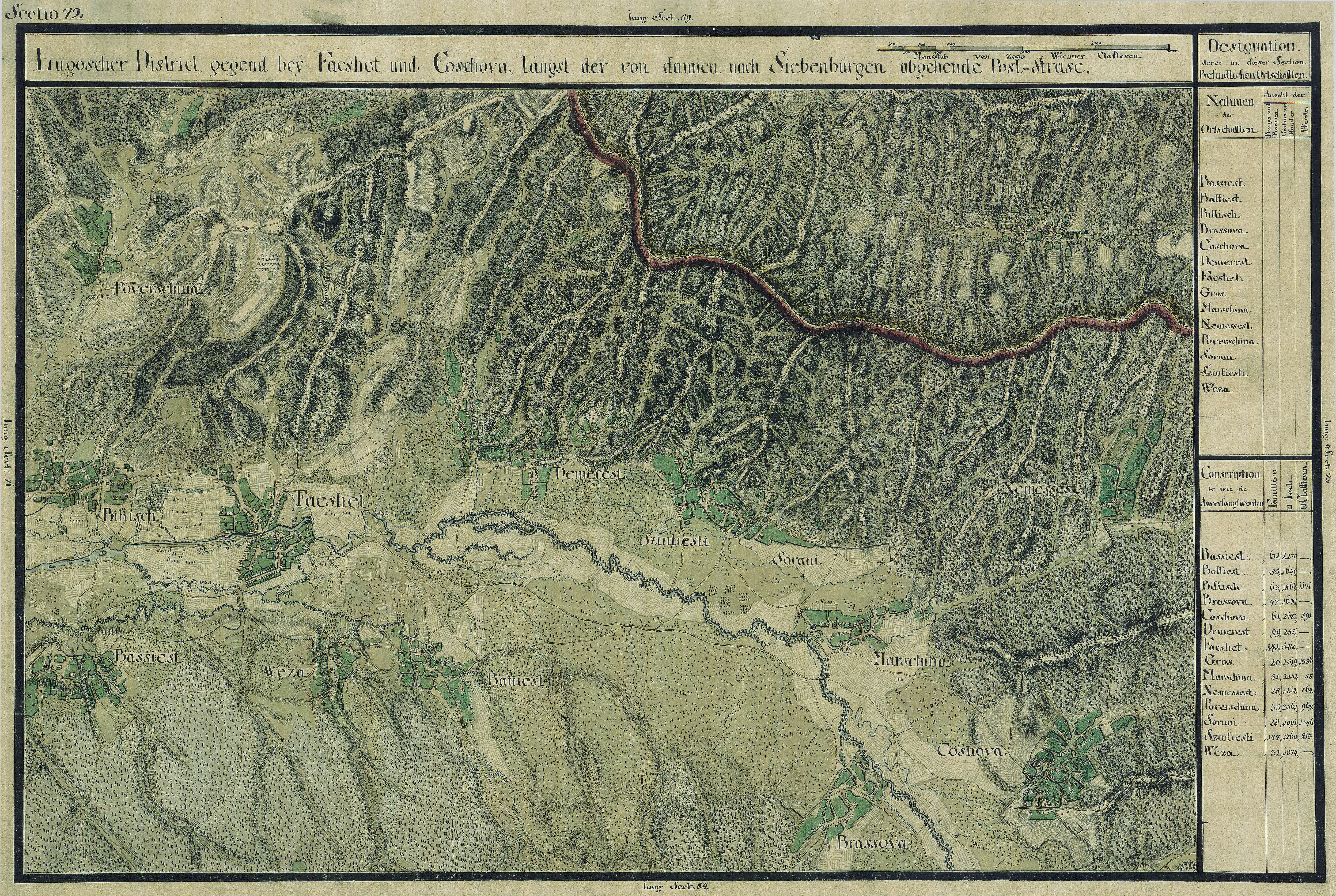
Margina în Harta Iosefină a Banatului, 1769-72

Biserica de lemn "Cuvioasa Paraschiva" a fost construita in anul 1737. De plan dreptunghiular, cu absida poligonala nedecrosata. Are un turn mic pe pronaos. Picturi murale de factura populara din sec.XVIII.

## Personalități
- Sorin Titel (1935 - 1985), eseist, romancier și scriitor român contemporan, activ la sfârșitul secolului 20

## Vezi și
- Biserica de lemn din Margina